# Roncus beieri
Roncus beieri är en spindeldjursart som beskrevs av Lodovico di Caporiacco 1947. Roncus beieri ingår i släktet Roncus och familjen helplåtklokrypare. Inga underarter finns listade i Catalogue of Life.